# 분개장
분개장(分介帳)이란 모든 거래내용을 발생한 순서대로 분개를 기입하는 장부로 총계원장에 전기하는데, 기초가 되는 장부이다.